# Кесруан (район)
Кесруан (Касраван, араб. قضاء كسروان‎) — один из 25 районов Ливана, входит в мухафазу Кесруан-Джубейль, ранее входил в состав провинции Горный Ливан.
Административный центр района — город Джуния.

## География
Район расположен в западной части Ливана и занимает площадь 342 км². На севере граничит с районом Джебейль, на юге — с районом Матн, на востоке — с районом Баальбек, на западе омывается водами Средиземного моря.

## Муниципалитеты
Административно район разделён на 48 муниципалитетов.